# Léon Glaize
Léon Glaize (Parigi, 3 febbraio 1842 – Parigi, 7 luglio 1931) è stato un pittore francese.
Nonostante sia vissuto nella seconda metà dell'800 e nei primi trent'anni del 1900, non abbandonò mai la concezione e la tecnica neoclassica e romantica che aveva imparato da suo padre e dal suo maestro Jean-Léon Gérôme. Ogni nuova tendenza, idea e tecnica dell'arte che in quei fertili anni si avvicendavano e si sovrapponevano gli furono estranee. Dipinse ritratti, scene religiose, celebrative e soprattutto scene di genere.

## Biografia
Pierre-Paul-Léon Glaize (chiamato più brevemente "Léon") nacque in una famiglia di artisti. Suo padre, il pittore Auguste-Barthélemy Glaize lo iniziò all'arte e fu il suo primo maestro. A 21 anni (1863) si iscrisse all'École des beaux-arts di Parigi e venne assegnato all'atelier di Jean-Léon Gérôme. Lavorò con profitto e tre anni dopo tentò il Prix de Rome di pittura, ma ottenne solo il secondo premio. Iniziò così la sua carriera professionale all'ombra del padre e nel 1869 debuttò al Salon. Vi espose per diversi anni, ottenendo numerosi riconoscimenti e medaglie, ma non brillò mai, pur lavorando molto e ricevendo diversi incarichi.
Léon Glaize partecipò alla decorazione del salone delle arti del Municipio di Parigi e della sala dei matrimoni del ventesimo "arrondissement".
Nel 1890, l'Istituto di emissione della Banca di Francia lo contattò e lo incaricò di studiare e poi realizzare i disegni delle banconote destinate alle colonie. Le sue pitture furono accettate, assieme a quelle di altri, e passate alla Banca del Madagascar, trasformate in incisioni da Charles-Jules Robert.
Fu chiamato a far parte della giuria del Salon della "Società degli artisti francesi" e nel 1906 fu promosso Ufficiale della Legion d'honneur.
Léon Glaize morì a 89 anni, presumibilmente a Parigi, e fu sepolto nel cimitero di Père-Lachaise.

## Opere
Elenco delle opere comprese nelle collezioni pubbliche.
- New York :
  - Metropolitan Museum of Art, "Face au miroir" (1873), olio su tela, 101 x 76 cm.
- Parigi :
  - Chiesa di Saint-Merri: decorazione di una cappella del lato sud del deambulatorio.
  - Municipio del XX "arrondissement" di Parigi: 
    - "Les Grands Hommes de la Révolution devant la Postérité", 1889.
    - "La Famille et le Travail"
    - "Le Mariage", affresco nella sala dei matrimoni.
    - "Le Triomphe de la République", 1891.
- Rouen : 
  - Teatro delle Arti: "L'Apothéose de Corneille", 1882, opera distrutta durante la Seconda guerra mondiale.

## Salon
- Une conjuration aux premiers temps de Rome, Salon del 1875, (opera distrutta durante la Seconda guerra mondiale).[3]
- Le Christ aux limbes, Salon del 1900.[4]

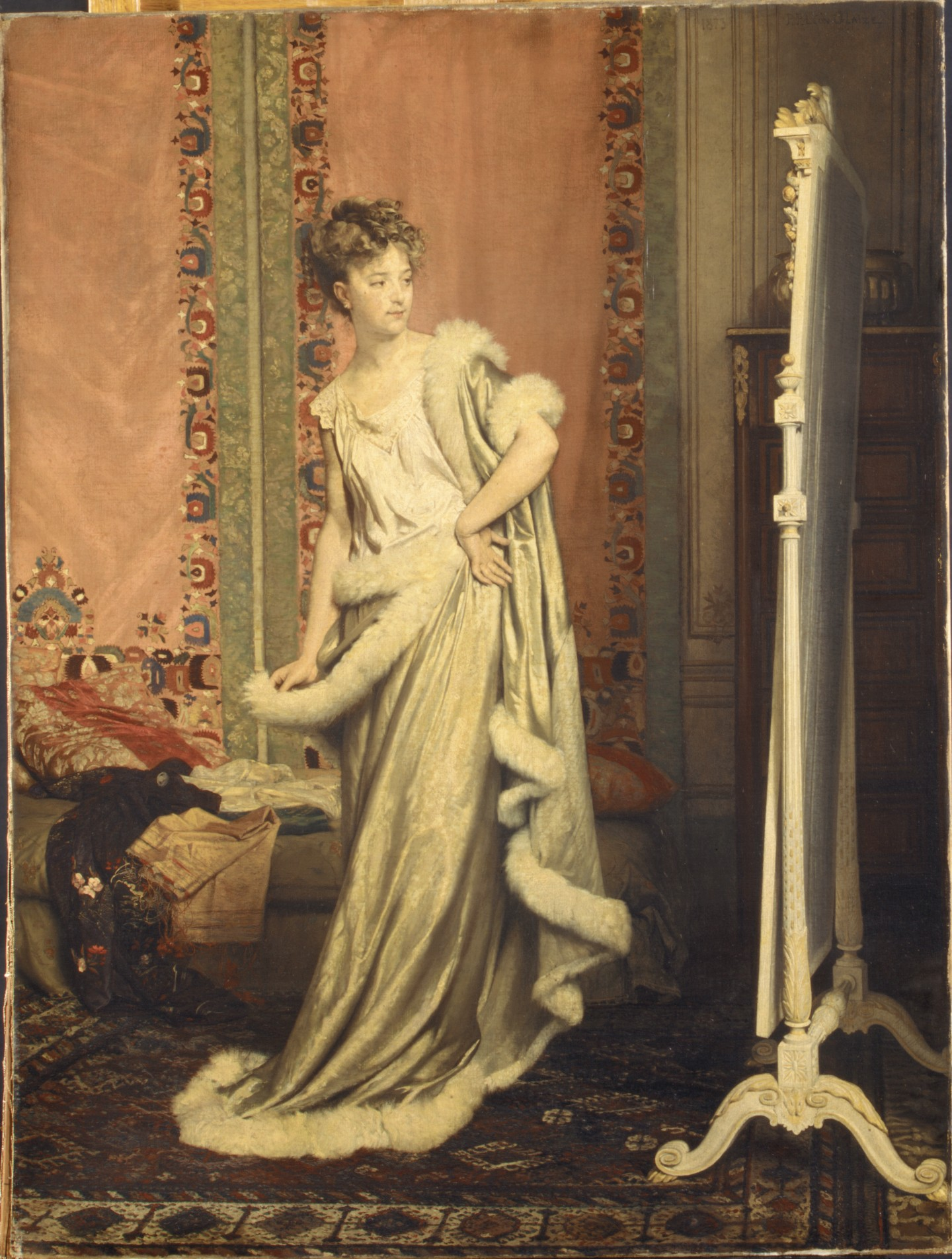
Davanti allo specchio
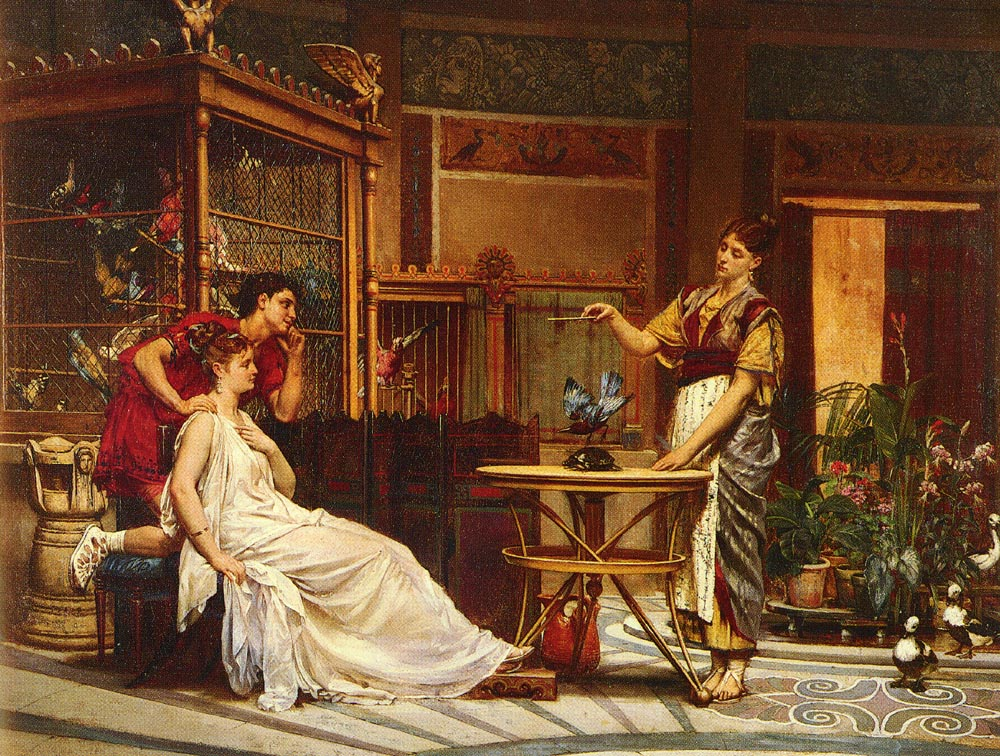
L'incantatrice di uccelli

## Altri progetti

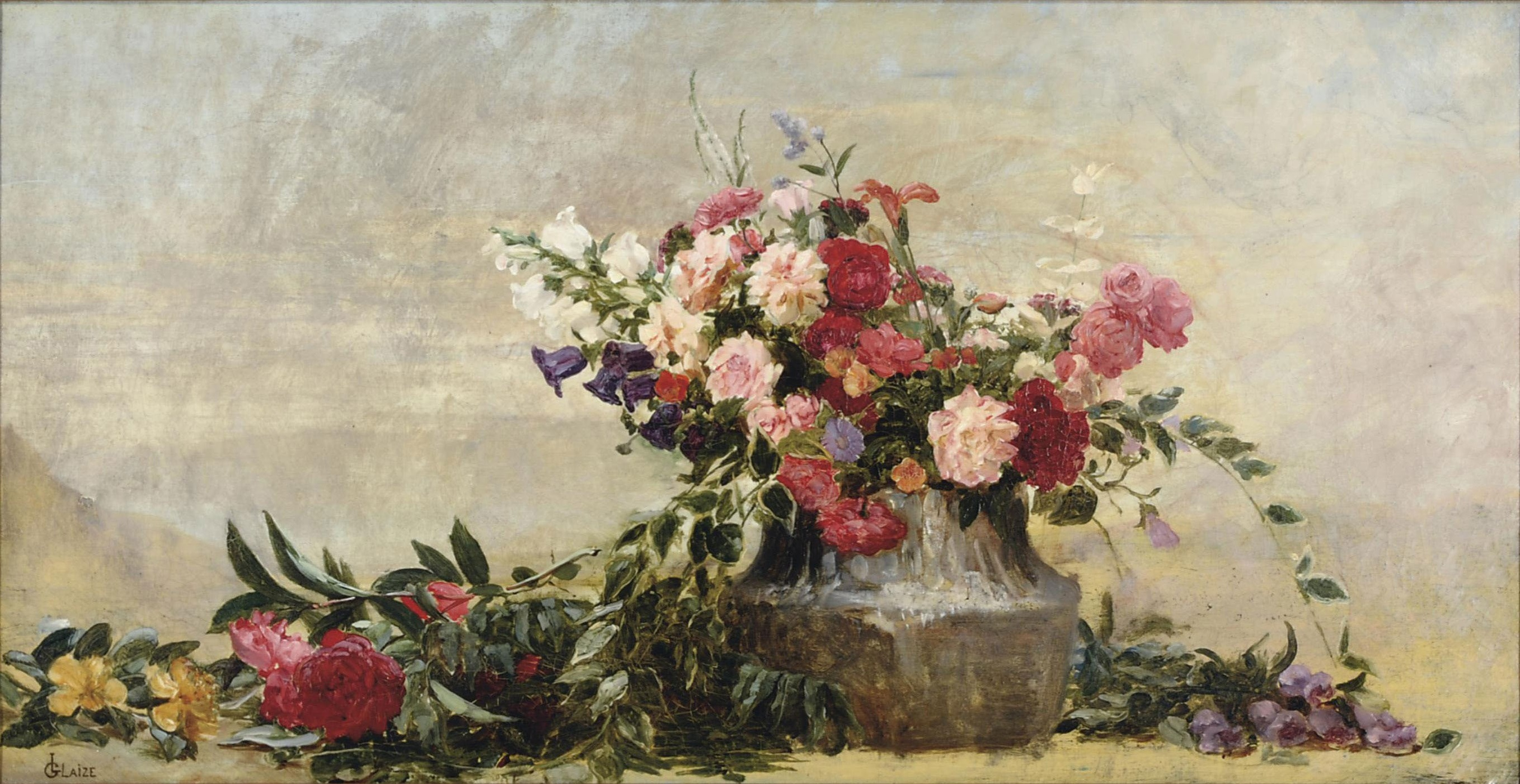
Fiori